# Dorylomorpha lenkoi
Dorylomorpha lenkoi är en tvåvingeart som beskrevs av Hardy 1965. Dorylomorpha lenkoi ingår i släktet Dorylomorpha och familjen ögonflugor. Inga underarter finns listade i Catalogue of Life.